# Flagellariaceae
Flagellariaceae је фамилија монокотиледоних скривеносеменица из реда Poales. Статус фамилије постоји у релативно малом броју класификационих схема монокотиледоних биљака. Обухвата 1 род са 4 врсте, које расту у тропским и суптропским крајевима Старог Света, Аустралије и Океаније. 
Биљке ове фамилије су траволике пењачице, које на крајевима листова имају рашљике за причвршћивање. Цветови су потпуни. Плод је коштуница — крупа. Основни број хромозома је x = 19. 